# Neminaka
Neminaka (ou Nemounaka) est un village de la commune de Nyambaka situé dans la région de l'Adamaoua et le département de la Vina au Cameroun, sur la route qui relie Ngaoundéré à Meiganga.

## Population
En 1967, Neminaka comptait 141 habitants, principalement des Mboum. Lors du recensement de 2005, 694 personnes y ont été dénombrées.